# تشاو ياو
تشاو ياو هو فنان معاصر ‏ صيني، ولد في 1981 في سيتشوان في الصين.